# Louis Alfaisie
Louis Alfaisie is een Surinaams journalist, filmmaker, entertainer, vechtsporter en bestuurder.

## Biografie
Alfaisie was tot 2017 actief in de journalistiek. Daarnaast was hij sinds 2011 bestuurslid van de Surinaamse Vereniging van Journalisten. Rond 2014 was hij adjunct-hoofdredacteur bij Dagblad De West.
Hij is eigenaar van het filmproductiebedrijf Para's Media, waarbinnen hij ook actief is als regisseur en scriptschrijver. In 2014 maakte hij zijn debuut als stand-upcomedian. Op sportief gebied is Alfaisi vechtsporter.
Daarnaast vervult hij geregeld rollen in besturen. Rond 2011 was hij voorzitter van de Nationale Anti-Drugs Raad. In 2018 maakte hij voor het ministerie van Regionale Ontwikkeling deel uit van de commissie die belast was met de beëdiging van granman Albert Aboikoni en was hij voorzitter voor de bewustwordingcommissie op het gebied van grondenrechten. In 2019 nam hij zitting als ondervoorzitter in het naar een stichting omgezette Radio Boskopu. Sinds 2021 maakt hij deel uit van het bestuur van Diaspora Suriname Internationaal.